# Dedimar
Dedimar Souza Lima, genannt Dedimar, (* 27. Januar 1976 in Irecê, BA) ist ein ehemaliger brasilianischer Fußballspieler und -trainer.

## Laufbahn
Dedimar spielte hauptsächlich für Clubs aus Brasilien. Zweimal versuchte er in Japan sein Glück, blieb aber jeweils nur eine Saison. In der Nationalmannschaft wurde er 1995 in die U-20 berufen. Mit der Mannschaft spielte er in dem Jahr drei Wettbewerbe aus. Das Turnier von Toulon, die U-20-Fußball-Südamerikameisterschaft und die Junioren-Fußballweltmeisterschaft 1995. Später kam der Spieler aber nicht wieder ins Team.

## Erfolge
Vitória
- Staatsmeisterschaft von Bahia: 1995, 1996

Atlético-MG
- Copa Conmebol: 1997

Coritiba
- Staatsmeisterschaft von Paraná: 1999

Santo André
- Copa do Brasil: 2004

U-20 Nationalmannschaft
- Turnier von Toulon: 1995
- U-20-Fußball-Südamerikameisterschaft: 1995